# Vida Sobre Rodas
Vida Sobre Rodas é um documentário brasileiro, de longa-metragem, lançado em 2010 dirigido por Daniel Baccaro.

## Sinopse
O filme conta a história do skate vivido no Brasil nos últimos 20 anos, longa-metragem teve inicio em setembro de 2004, o longa mostra toda a evolução do skate brasileiro.

## Elenco[3]
- Bob Burnquist
- Lincoln Ueda
- Sandro Dias
- Cristiano Mateus

## Ficha Técnica
- Título Original: Vida Sobre Rodas
- Gênero: Documentário
- Formato: 35mm // Cor
- Direção: Daniel Baccaro
- Produtores: Daniel Baccaro, Guilherme Keller e Jean Paulo Lasmar
- Argumento: Daniel Baccaro
- Roteiro: Guilherme Keller
- Direção de Fotografia: Pierre de Kerchove
- Produtor Executivo: Jean Paulo Lasmar
- Produtores Associados: Jamie Mosberg e Guilherme Keller
- Pesquisa: Renato Barcellos
- Direção de Produção: Márcio Leal
- Música Original: Daniel Ganjaman e Mauricio Takara
- Montagem: Willem Dias
- Patrocinador Master: Guaraná Antarctica
- Patrocinadores Culturais: Banco Bradesco e Oakley
- Co-Produção: Miravista
- Distribuição: Buena Vista International
- Produção: Goma Filmes

## Depoimentos de pessoas e skatistas
- Fabio Bolota
- Glauco Rogério Veloso
- Cesinha Chaves
- Thronn
- Jorge Kuge
- Marcio Tanabe
- Alexandre Vianna
- Sérgio Negão
- Paulinho Rude
- Christian Hosoi
- Tony Hawk
- Lance Mountain
- Danny Way
- Badeco Dardenne

Citação Daniel Baccaro; "Levando-se em conta o mercado de documentários no país, é um orçamento alto, mas se pensarmos nos personagens envolvidos e na força do skate no Brasil, os valores condizem com a responsabilidade de levar esse filme aos cinemas"